# Zichorien- und Schokoladenfabrik Müller und Weichsel Nachf.

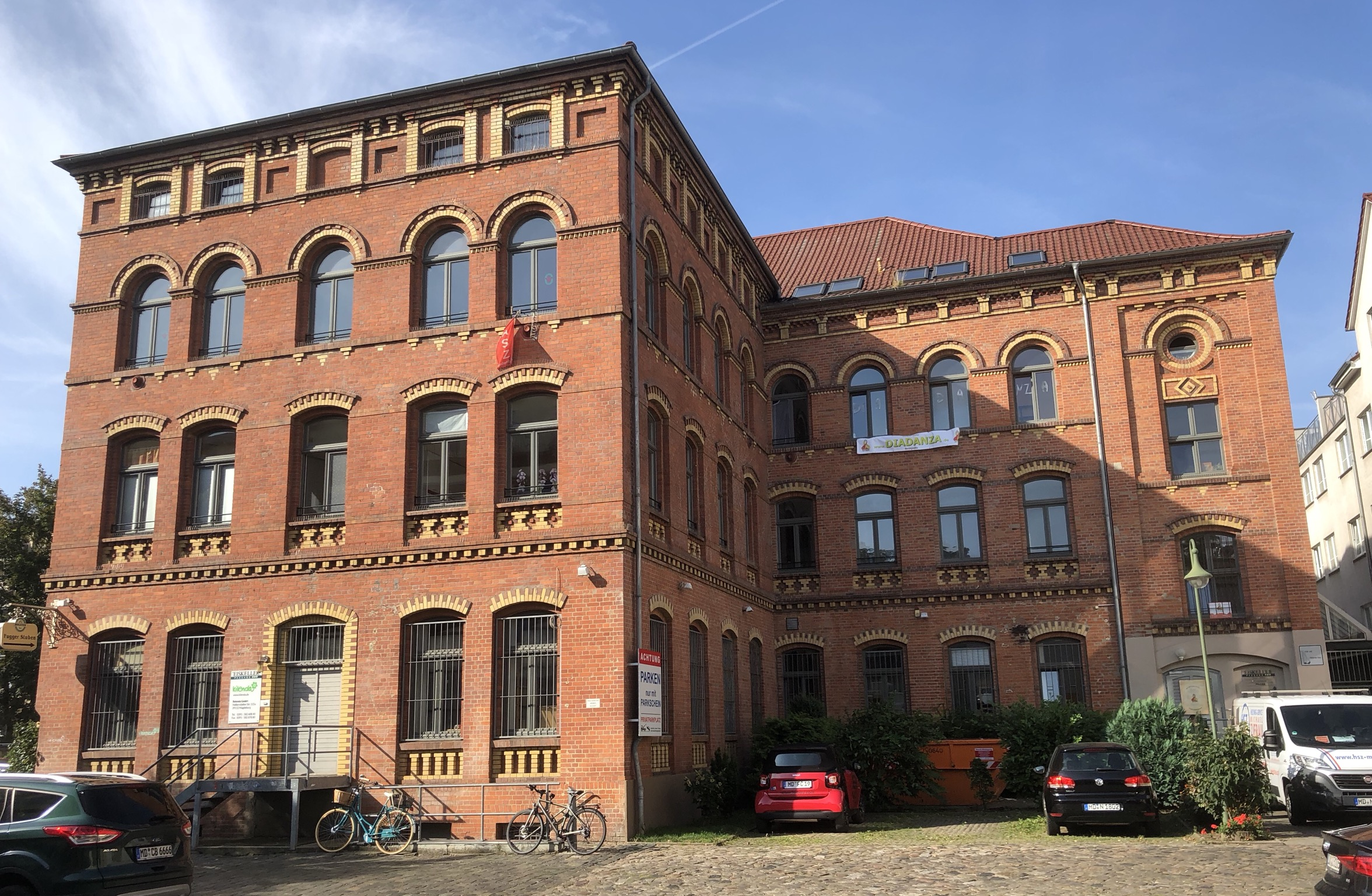
Haus Halberstädter Straße 115, 2019

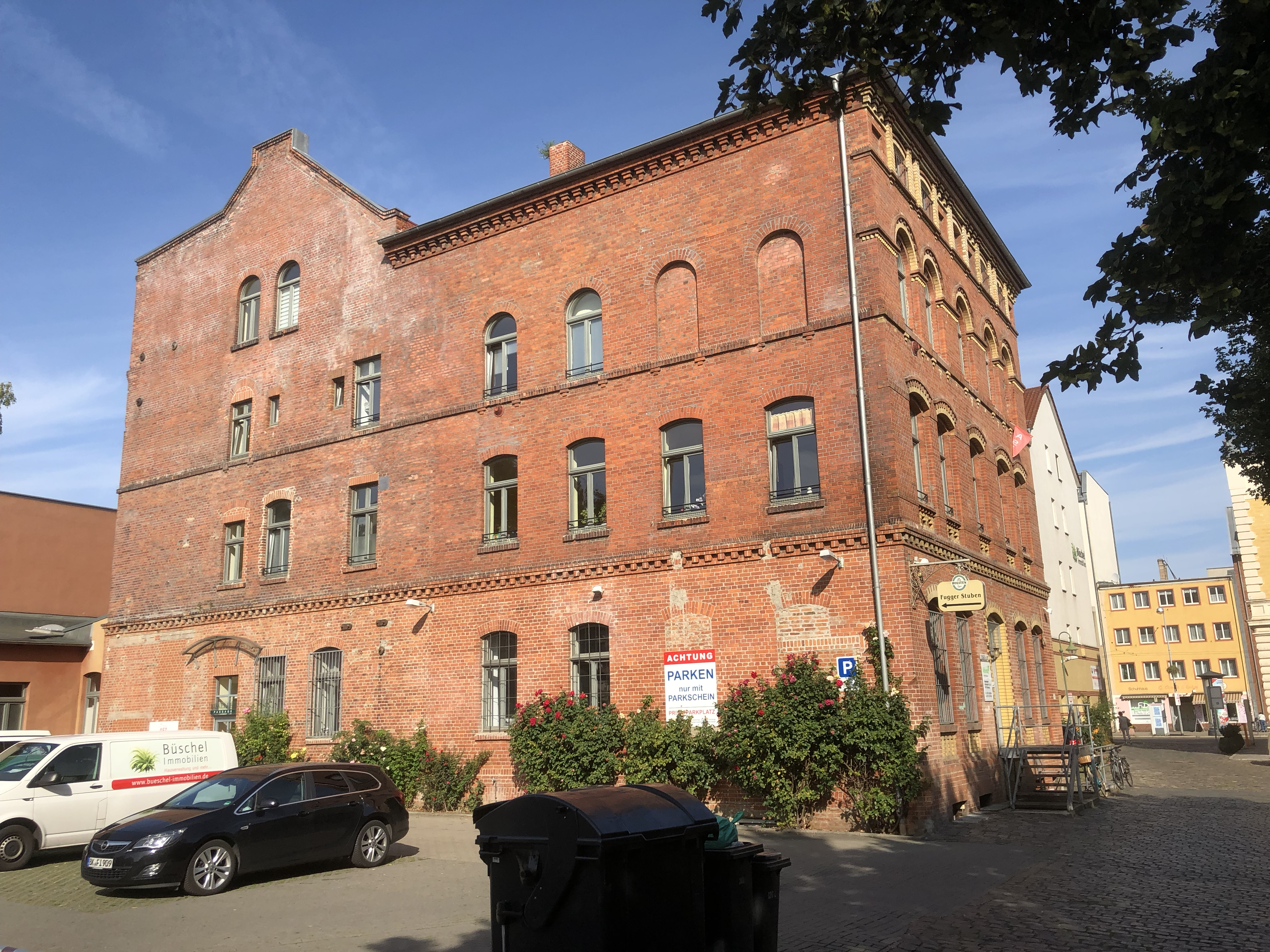
Blick von Osten

Die Zichorien- und Schokoladenfabrik Müller und Weichsel Nachf. war eine Fabrik im Magdeburger Stadtteil Sudenburg in Sachsen-Anhalt. Erhaltene Gebäude der Anlage stehen unter Denkmalschutz.

## Lage
Sie befindet sich auf der südöstlichen Seite der Halberstädter Straße an der Adresse Halberstädter Straße 115a.

## Architektur und Geschichte
Das Unternehmen wurde im Jahr 1830 gegründet. Von 1888 bis 1890 wurde das noch heute erhaltene Fabrikgebäude als Erweiterung für die Schokoladenproduktion errichtet. Es entstand in zwei Bauphasen durch den Architekten Max Behrendt. Ein erster Abschnitt wurde dabei 1888, der hintere Anbau dann 1890 erstellt. Behrendt hatte zuvor im Jahr 1881 auch die ebenfalls erhalten gebliebene Fabrikantenvilla des Werks gebaut. Der Erweiterungsbau wurde auf einem Grundriss in L-Form, dreieinhalbgeschossig aus roten Ziegelsteinen aufgeführt. Die Fensteröffnungen sind als Segment- bzw. Rundbögen gestaltet. Im Unter- und im Drempelgeschoss bestehen Stichbogenfenster, im zweiten Obergeschoss sind Rundbogenfenster, zum Teil paarweise gekoppelt eingesetzt. Die Fassaden sind mit farbig und plastisch hervorgehobenen Ziegelbändern gegliedert. Es bestehen verzierte Gesimse, Stürze und Brüstungen. Das Gebäude ist von Walmdächern bedeckt. Im Kerngebäude befand sich die eigentliche Schokoladenproduktion. Der seitliche Anbau wurde als Auszugsgebäude genutzt, im hinteren Bereich befand sich der Maschinen- und Brennereitrakt.
Das Gebäude gilt als bedeutendes Zeugnis der Industriegeschichte der Nahrungsgüterproduktion in Magdeburg.
Später wurde die Fabrik von der 1914 gegründeten Dom-Chocolade-Fabrik Gebr. Steffens & Co. des Walter Engel genutzt.
Das Fabrikgelände erstreckte sich von der Halberstädter Straße über etwa 250 Meter nach Südosten bis zur Salzmannstraße. Später entstand auf dem hinteren Teil des Areals der Guts-Muths-Weg. In der DDR-Zeit war im Gebäude die Einkaufs- und Liefergenossenschaft (ELG) des Sattler-, Tapezierer- und Polstererhandwerks Satap untergebracht. Derzeit ist das Gebäude Sitz des Bekleidungsvermieters Kilenda.
Im örtlichen Denkmalverzeichnis ist die Fabrik unter der Erfassungsnummer 094 82690 als Baudenkmal verzeichnet.